# Томасян, Андроник Седракович
Андроник Седракович Томасян (15 июля 1908 года — ?) — участник Великой Отечественной войны, главный агроном районного отдела сельского хозяйства Гагрского района Абхазской АССР, Грузинская ССР. Герой Социалистического Труда (21.02.1948).

## Биография
Родился 15 июля 1908 года в селе Эшеры Сухумского округа Кутаисской губернии, ныне — Абхазии. Армянин.
Участник Великой Отечественной войны. Призван 15.11.1941 Гагринским РВК, Грузинская ССР, Абхазская АССР, Гагрский район. Воевал в 43-й стрелковой бригаде 9-го стрелкового корпуса Северо-Кавказского фронта и командиром батареи 400-го стрелкового полка 89-й стрелковой Таманской Краснознамённой орденов Кутузова и Красной Звезды дивизии (одна из 7 армянских дивизий в составе ВС СССР). Особенно отличился в боях под Моздоком. За что был награждён медаль «За боевые заслуги». Дважды ранен.
После войны Андроник Седракович работал главным агрономом районного отдела сельского хозяйства Гагрского района Абхазской АССР, который возглавлял Долбая, Григорий Андреевич.
По итогам работы в 1947 году О. С. Томасян обеспечил своей работой перевыполнение в целом по району планового сбора урожая кукурузы на 23,4 процента.
Указом Президиума Верховного Совета СССР от 21 февраля 1948 года за получение высоких урожаев кукурузы и пшеницы в 1947 году Томасяну Андронику Седраковичу присвоено звание Героя Социалистического Труда с вручением ордена Ленина и золотой медали «Серп и Молот».
Этим же указом высокого звания были удостоены секретарь Гагрского райкома партии Гетия, Шота Дмитриевич и семь тружеников района, в том числе председатель колхоза имени Сталина Рухая, Самуил Антонович.
В дальнейшем А. С. Томасян продолжал работать на ответственных должностях в сельском хозяйстве Абхазской АССР и Краснодарского края.
Дата смерти не установлена.

## Награды
- Золотая медаль «Серп и Молот» (21.02.1948)
- Орден Ленина (21.02.1948)
- Орден Отечественной войны I степени (11.03.1985)[3]
- Медаль «За оборону Кавказа»
- Медаль «За боевые заслуги»  (11.06.1946)[2]
- Медаль «В ознаменование 100-летия со дня рождения Владимира Ильича Ленина» (6 апреля 1970)
- Медаль «За доблестный труд»
- Медаль «За победу над Германией в Великой Отечественной войне 1941—1945 гг.» (9 мая 1945[4])
- Юбилейная медаль «Двадцать лет Победы в Великой Отечественной войне 1941—1945 гг.» (7 мая 1965[5])
- Юбилейная медаль «Тридцать лет Победы в Великой Отечественной войне 1941—1945 гг.»[6]
- Медаль «Сорок лет Победы в Великой Отечественной войне 1941-1945 гг.»[7]

- Медаль «Ветеран труда»
- Медаль «30 лет Советской Армии и Флота»[8]
- Юбилейная медаль «40 лет Вооружённых Сил СССР»[9]
- Юбилейная медаль «50 лет Вооружённых Сил СССР» (26 декабря 1967[10])

- Знак МО СССР «25 лет Победы в Великой Отечественной войне» (24 апреля 1970)

## Память
- На могиле установлен надгробный памятник.
- Его имя увековечено в Главном Храме Вооружённых сил России, и навсегда запечатлено на мемориале «Дорога памяти»